# Jakub Jeřábek
Jakub Jeřábek, född 12 maj 1991 i Plzeň, är en tjeckisk professionell ishockeyspelare som spelar för St. Louis Blues i NHL.
Han har tidigare tillhört Edmonton Oilers utan att spela för dem, och spelat på NHL-nivå för Washington Capitals och Montréal Canadiens och på lägre nivåer för Rocket de Laval i AHL, HK Vitjaz Podolsk i KHL och HC Plzen i Extraliga. 
Jeřábek vann Stanley Cup med Washington Capitals 2018. 

## Klubblagskarriär

### KHL
Han spelade säsongen 2016–17 med HK Vitjaz Podolsk i KHL.

### NHL

#### Montréal Canadiens
Han skrev på för Montréal Canadiens 26 april 2017. Han inledde säsongen i Canadiens farmarlag Rocket de Laval i AHL, men kallades upp till NHL och debuterade den 22 november samma år i en match mot Nashville Predators.

#### Washington Capitals
21 februari 2018 blev han tradad från Canadiens till Washington Capitals i utbyte mot ett draftval i femte rundan 2019. Han vann Stanley Cup med Capitals 2018.

#### Edmonton Oilers
Den 20 augusti 2018 skrev Jeřábek på ett ettårskontrakt med Edmonton Oilers till ett värde av 1 miljon dollar.

#### St. Louis Blues
Han blev tradad utan att ha spelat en match för Oilers, till St. Louis Blues den 1 oktober 2018 i utbyte mot ett villkorligt val i sjätte rundan av NHL-draften 2020.

## Klubbar
- HC Škoda Plzeň Moderklubb–2016
- HC Berounští Medvědi 2009 (lån)
- HC Slovan Ústečtí Lvi 2011 (lån)
- Piráti Chomutov 2012 (lån)
- Sportovní Klub Kadaň 2012 (lån)
- HK Vitjaz Podolsk 2016–17
- Montréal Canadiens 2017–18
- Washington Capitals 2018
- Edmonton Oilers 2018
- St. Louis Blues 2018–